# وحدة أليس الحضرية
وحدة أليس الحضرية هي وحدة حضرية فرنسية تتمركز في أليس، في إقليم غارد، في منطقة أوكسيتاني.

## البيانات العالمية
في عام 2010، وفقًا للمعهد الوطني للإحصاء والدراسات الاقتصادية، كانت الوحدة الحضرية لأليس تتكون من 22 بلدية، تقع جميعها في منطقة أليس. وفي التقسيم الجديد لعام 2020، أُكد محيط نفس البلديات الـ 22.
في عام 2021، بلغ عدد سكانها 100.775 نسمة، وهي تشكل الوحدة الحضرية الثانية في غارد، بعد الوحدة الحضرية في نيم وتحتل المرتبة الخامسة إقليمياً. تبلغ الكثافة السكانية فيها 324 نسمة/كم2.